# Mille (woreda)
Mille je jedna od 31 worede u regiji Afar u Etiopiji. Ime je dobila po rijeci Mile, pritoci rijeke Avaš, koja teče kroz woredu.
Predstavlja dio Upravne zone 1. Mille graniči na jugu s Upravnom zonom 3, na jugozapadu s Upravnom zonom 5, na zapadu s regijom Amhara, na sjeverozapadu s Chifrom, na sjeveroistoku s Dubtijem, a na istoku s regijom Oromia. Gradovi u Milleu uključuju Mille i Eli Wuha.
Prema podacima objavljenim od Središnje statističke agencije u 2005. godini, ova woreda je imala procijenjenih 88.081 stanovnika, od čega 39.556 muškaraca i 48.525 žena; 5.787 ili 6.,57% su živjeli u gradovima, što je manje od prosjeka Zone koji iznosi 14,9%. Nisu dostupne informacije o površini Millea, pa se ne može izračunati gustoća stanovništva.